# Gravenburg

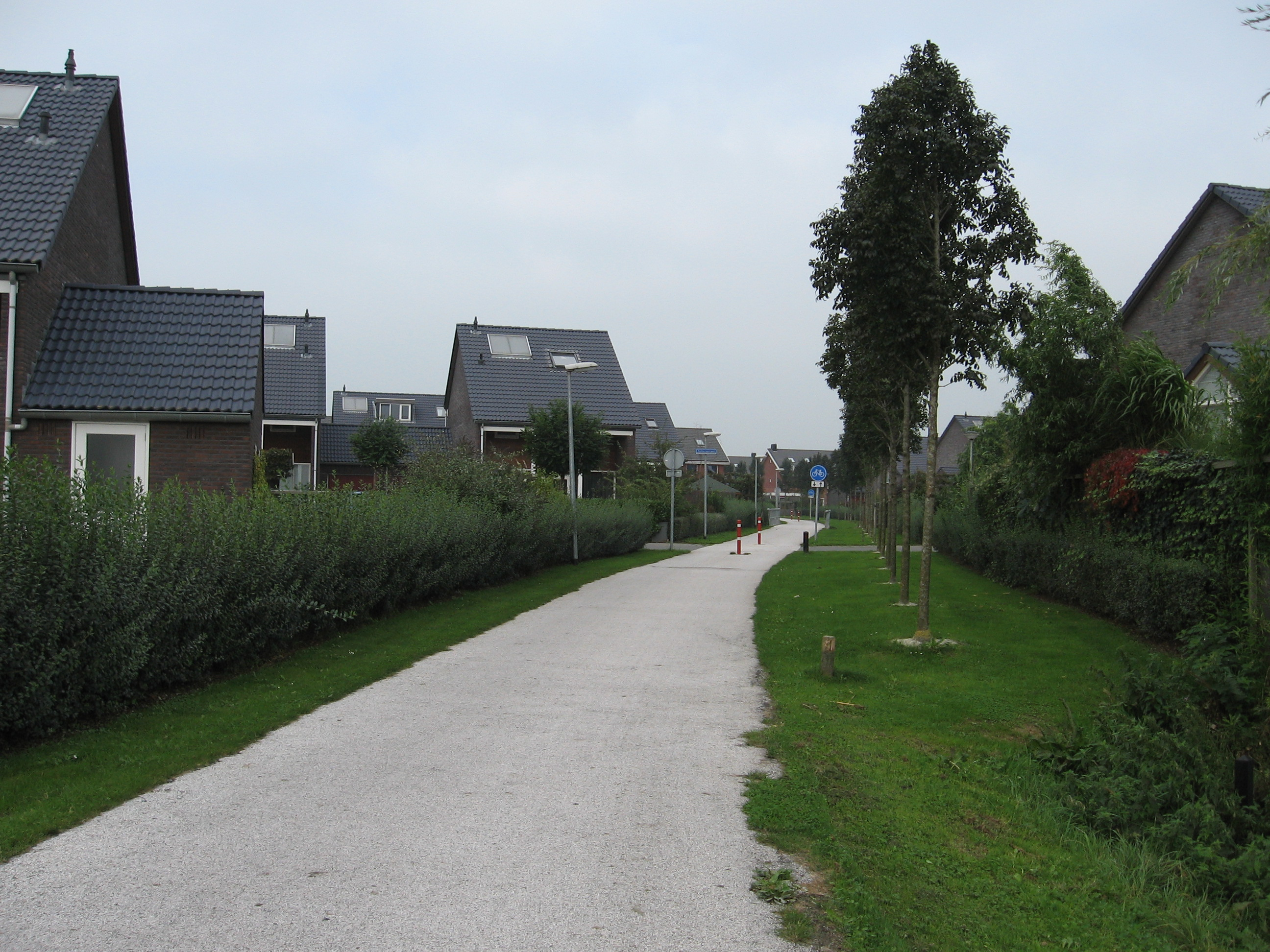
Van Aquinopad, Gravenburg

Gravenburg is een woonwijk westelijk grenzend aan de stad Groningen. De woonwijk ligt ongeveer een kilometer ten zuiden van het dorp Slaperstil en valt binnen de grenzen van de wijk Hoogkerk. De straten in Gravenburg zijn vernoemd naar theologen, bijvoorbeeld de Eckhartstraat, Lutherstraat en de Maresiusstraat.
De rode draad van de wijk is het fietspad met de naam Van Aquinopad. Deze doet bijna alle straten in de wijk aan.
De wijk is gelegen aan de Noodweg. Aan de Zijlvesterweg, die aan de overkant van de Noodweg ligt, staat een boerderij die tevens de naam Gravenburg draagt.
Gravenburg bestaat uit drie delen: Gravenburg Noord, Gravenburg Midden en Gravenburg Zuid. Gravenburg Noord is het grootste van de drie.
Hieronder de straten met de bijbehorende delen:
Gravenburg Noord: Magnusstraat, De Cockstraat, Bonhoefferstraat, Augustinusstraat, Anselmusstraat, Bernardusstraat, Tillichstraat, Gregoriusstraat, Barthstraat, Voetiusstraat.
Gravenburg Midden: Eckhartstraat, Lutherstraat, Zwinglistraat, Simonstraat, Maresiusstraat
Gravenburg Zuid: Arminiusstraat, Calvijnstraat, Gomarusstraat, Möllerstraat, Romerostraat.
In Gravenburg bevinden zich twee scholen in één groot gebouw dat in 2010 afbrandde en weer opnieuw is opgebouwd. Vandaar dat een van de twee scholen zich "de Feniks" noemde. De andere school heet "Aquamarijn".
1. ↑  Inclusief het A-kwartier, Academiekwartier, Bisschopskwartier en Ebbingekluft
2. ↑  Inclusief Ruskenveen
3. ↑  Euvelgunne en Roodehaan zijn onderdeel van de MEER-dorpen, maar vallen onder de wijk Zuidoost
4. ↑  Inclusief de subbuurten De Wierden (waaronder het bouwblok Heemwerd), Rietlanden en Reitdiephaven
5. ↑  Voorheen Korrewegwijk genoemd
6. ↑  Voorheen Korrewegbuurt genoemd